# Typhlocyba arsinoe
Typhlocyba arsinoe är en insektsart som beskrevs av Mcatee 1926. Typhlocyba arsinoe ingår i släktet Typhlocyba och familjen dvärgstritar. Inga underarter finns listade i Catalogue of Life.